# 尚邦拉福雷
尚邦拉福雷（法語：Chambon-la-Forêt，法語發音：[ʃɑ̃bɔ̃ la fɔʁɛ]）是法国卢瓦雷省的一个市镇，位于该省中北部，属于皮蒂维耶区。该地因出产矿泉水而闻名。

## 地理
尚邦拉福雷（48°3'23"N, 2°17'43"E）面积17.16 平方千米，位于法国中央-卢瓦尔河谷大区卢瓦雷省，该省份为法国中北部省份，北起埃松省，西北接厄尔-卢瓦省，西南接卢瓦-谢尔省，南至涅夫勒省和谢尔省，东临约讷省，东北接塞纳-马恩省。
与尚邦拉福雷接壤的市镇（或旧市镇、城区）包括：加蒂奈地区布伊、安格拉讷、里马尔德河畔楠克赖、尼贝勒、弗里尼。

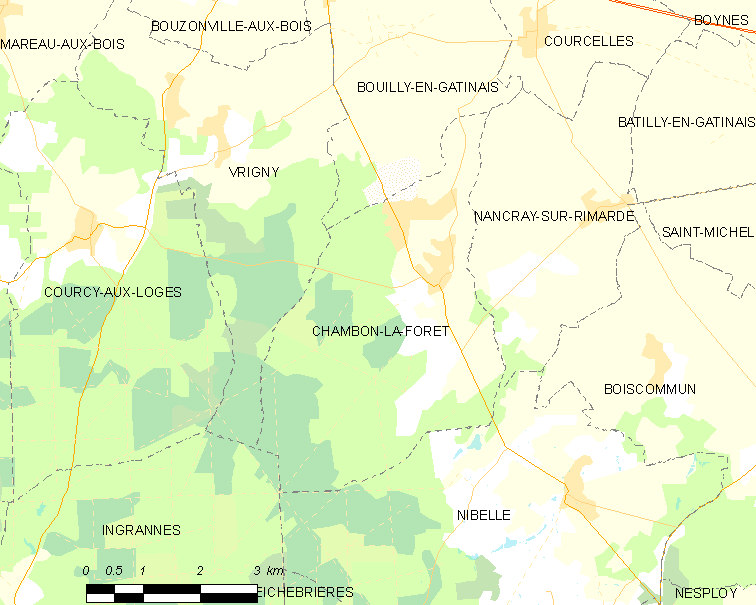
尚邦拉福雷的OSM定位图

尚邦拉福雷的时区为UTC+01:00、UTC+02:00（夏令时）。

## 行政
尚邦拉福雷的邮政编码为45340，INSEE市镇编码为45069。

## 政治
尚邦拉福雷所属的省级选区为勒马勒塞布瓦县。

## 人口

1962-2008年间尚邦拉福雷人口变化图示

尚邦拉福雷于2022年1月1日时的人口数量为961人。